# Chevigney-sur-l'Ognon
Chevigney-sur-l'Ognon és un municipi francès situat al departament del Doubs i a la regió de Borgonya - Franc Comtat. L'any 2007 tenia 244 habitants.

## Demografia

### Població
El 2007 la població de fet de Chevigney-sur-l'Ognon era de 244 persones. Hi havia 88 famílies de les quals 16 eren unipersonals (8 homes vivint sols i 8 dones vivint soles), 32 parelles sense fills i 40 parelles amb fills.
La població ha evolucionat segons el següent gràfic:
Habitants censats

### Habitatges
El 2007 hi havia 98 habitatges, 90 eren l'habitatge principal de la família, 6 eren segones residències i 2 estaven desocupats. 96 eren cases i 2 eren apartaments. Dels 90 habitatges principals, 77 estaven ocupats pels seus propietaris, 10 estaven llogats i ocupats pels llogaters i 3 estaven cedits a títol gratuït; 1 tenia dues cambres, 4 en tenien tres, 24 en tenien quatre i 61 en tenien cinc o més. 83 habitatges disposaven pel capbaix d'una plaça de pàrquing. A 27 habitatges hi havia un automòbil i a 57 n'hi havia dos o més.

### Piràmide de població
La piràmide de població per edats i sexe el 2009 era:
| Homes | Edats   | Dones |
| ----- | ------- | ----- |
| 0     | 95 o +  | 0     |
| 0     | 90 a 94 | 4     |
| 0     | 85 a 89 | 0     |
| 0     | 80 a 84 | 0     |
| 8     | 75 a 79 | 4     |
| 0     | 70 a 74 | 0     |
| 0     | 65 a 69 | 8     |
| 0     | 60 a 64 | 0     |
| 8     | 55 a 59 | 0     |
| 20    | 50 a 54 | 16    |
| 16    | 45 a 49 | 20    |
| 8     | 40 a 44 | 12    |
| 0     | 35 a 39 | 12    |
| 12    | 30 a 34 | 4     |
| 8     | 25 a 29 | 8     |
| 8     | 20 a 24 | 0     |
| 12    | 15 a 19 | 4     |
| 4     | 10 a 14 | 8     |
| 16    | 5 a 9   | 0     |
| 8     | 0 a 4   | 4     |

## Economia
El 2007 la població en edat de treballar era de 167 persones, 112 eren actives i 55 eren inactives. De les 112 persones actives 105 estaven ocupades (59 homes i 46 dones) i 7 estaven aturades (5 homes i 2 dones). De les 55 persones inactives 19 estaven jubilades, 16 estaven estudiant i 20 estaven classificades com a «altres inactius».

### Ingressos
El 2009 a Chevigney-sur-l'Ognon hi havia 91 unitats fiscals que integraven 248 persones, la mediana anual d'ingressos fiscals per persona era de 16.784 €.

### Activitats econòmiques
Dels 3 establiments que hi havia el 2007, 1 era d'una empresa de construcció, 1 d'una empresa de comerç i reparació d'automòbils i 1 d'una empresa financera.
L'únic servei als particulars que hi havia el 2009 era un paleta.

## Equipaments sanitaris i escolars
El 2009 hi havia una escola elemental integrada dins d'un grup escolar amb les comunes properes formant una escola dispersa.

## Poblacions més properes
El següent diagrama mostra les poblacions més properes.